# Альберто Гальярдо (стадіон)
Естадіо Альберто Гальярдо (ісп. Estadio Alberto Gallardo) — футбольний стадіон, розташований в місті Ліма, столиці Перу . Місткість стадіону становить близько 18 000 глядачів. Домашня арена футбольного клубу «Спортінг Крістал». Стадіон носить ім'я видатного футболіста Альберто Гальярдо, що виступав за «Спортинг Кристал» в 1960-і і 1970-і роки.

## Історія
Стадіон був відкритий 9 червня 1961 році матчем між командами «Дефенсор Аріка» і «КДТ Насьйональ». Спочатку стадіон носив ім'я Мартіна де Порреса, перуанського священнослужителя і лікаря, канонізованого католицькою церквою в 1962 році.
З 1979 року свої домашні матчі на стадіоні став проводити футбольний клуб «Спортінг Крістал».
В середині 1995 року клуб орендував стадіон і вклав кошти в його реконструкцію. 24 вересня 1995 року арена була заново відкрита матчем, в якому «Спортінг Крістал» розгромив « С'єнсіано» з рахунком 6: 0 в рамках Чемпіонату Перу.
У травні 2012 року з ініціативи клубу стадіон був перейменований на честь Альберто Гальярдо.

## Галерея

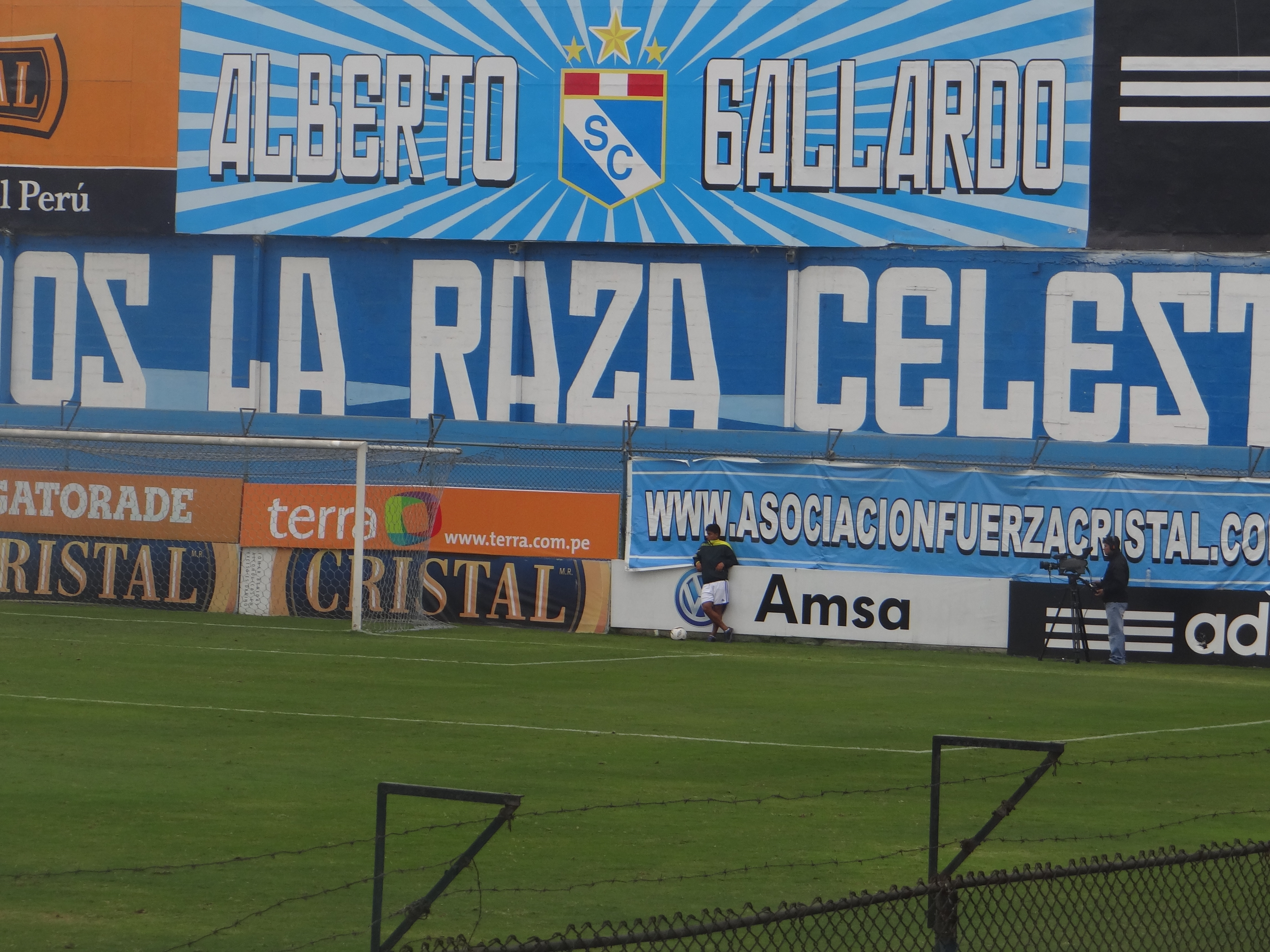
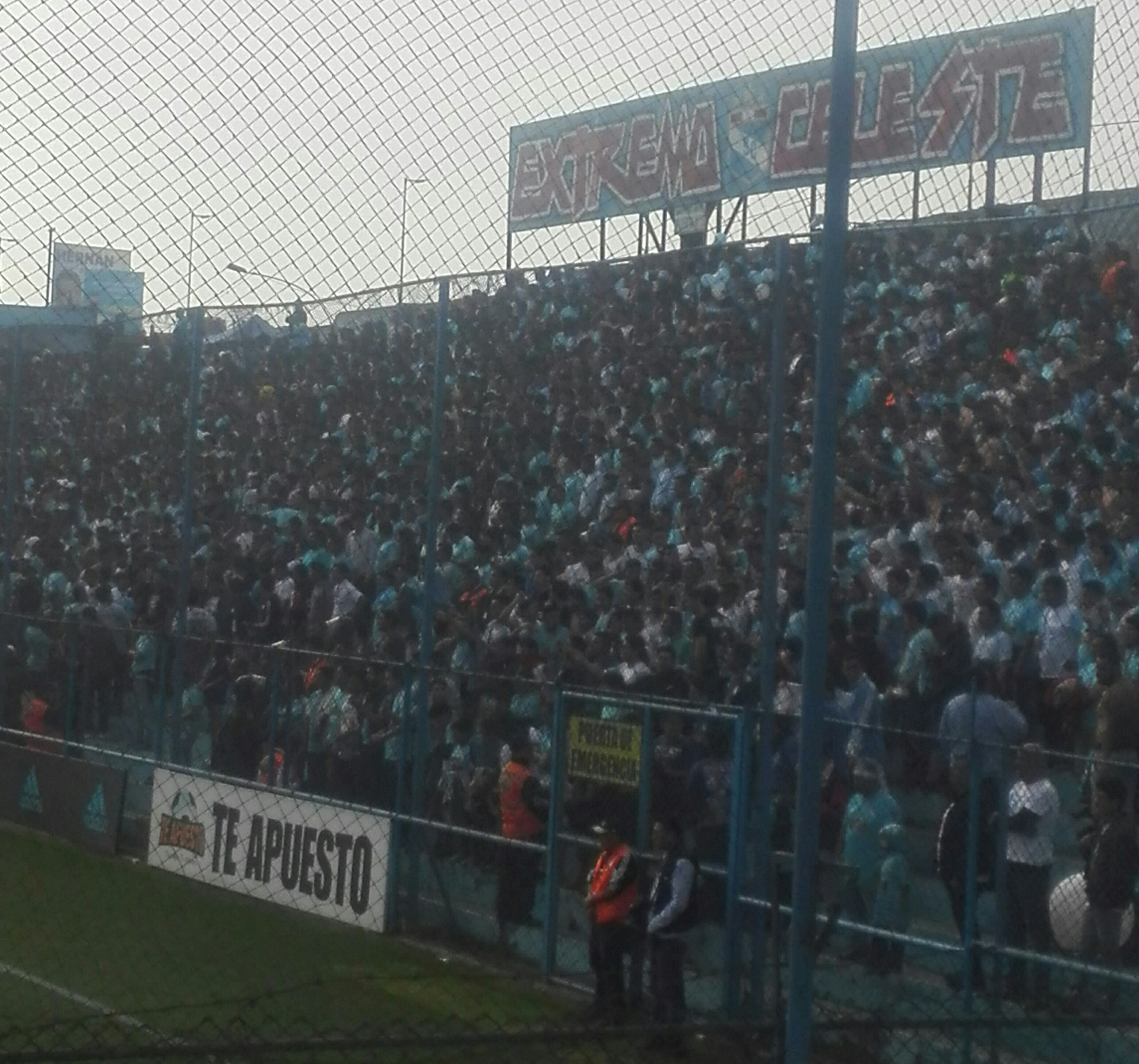
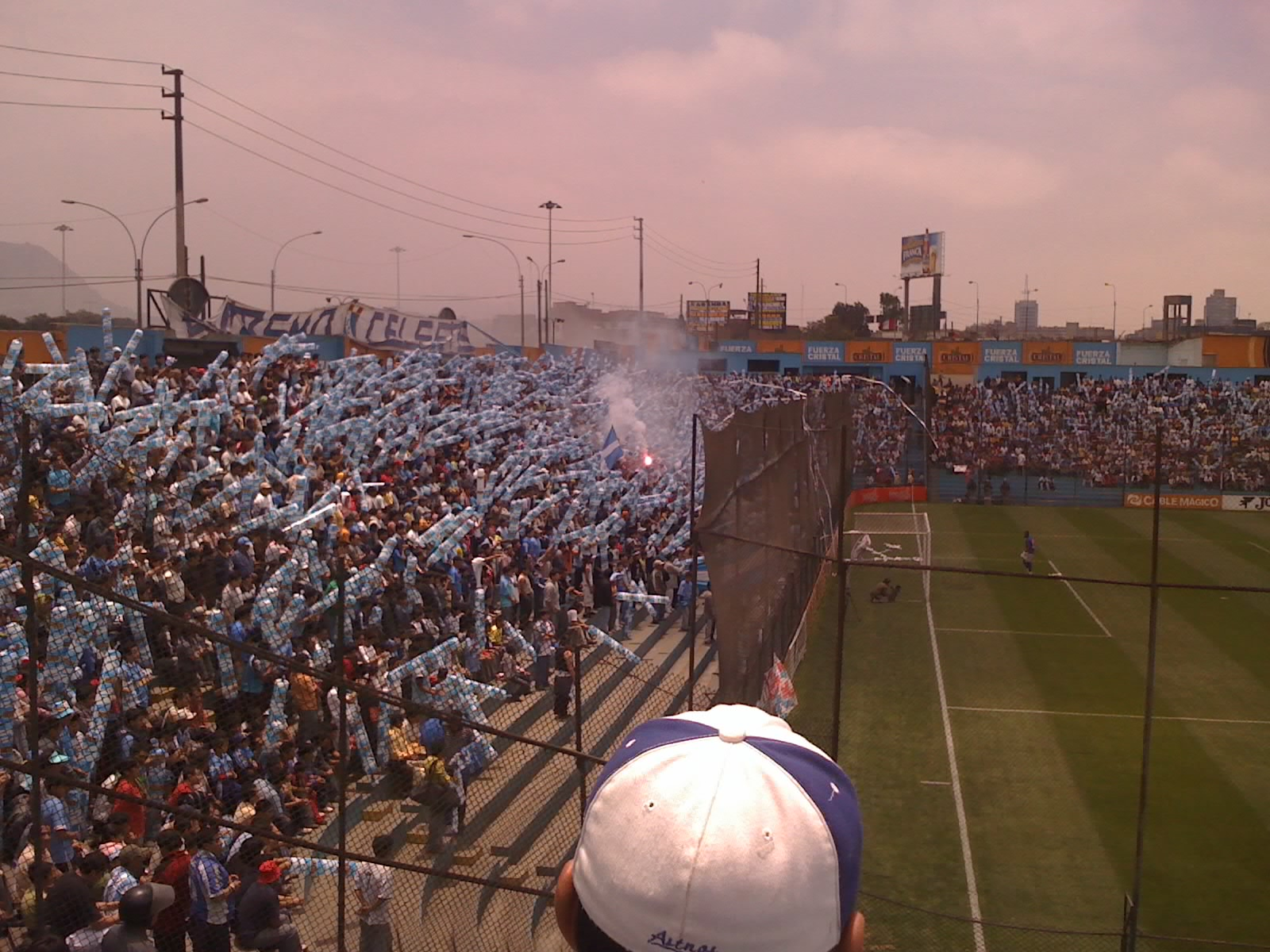
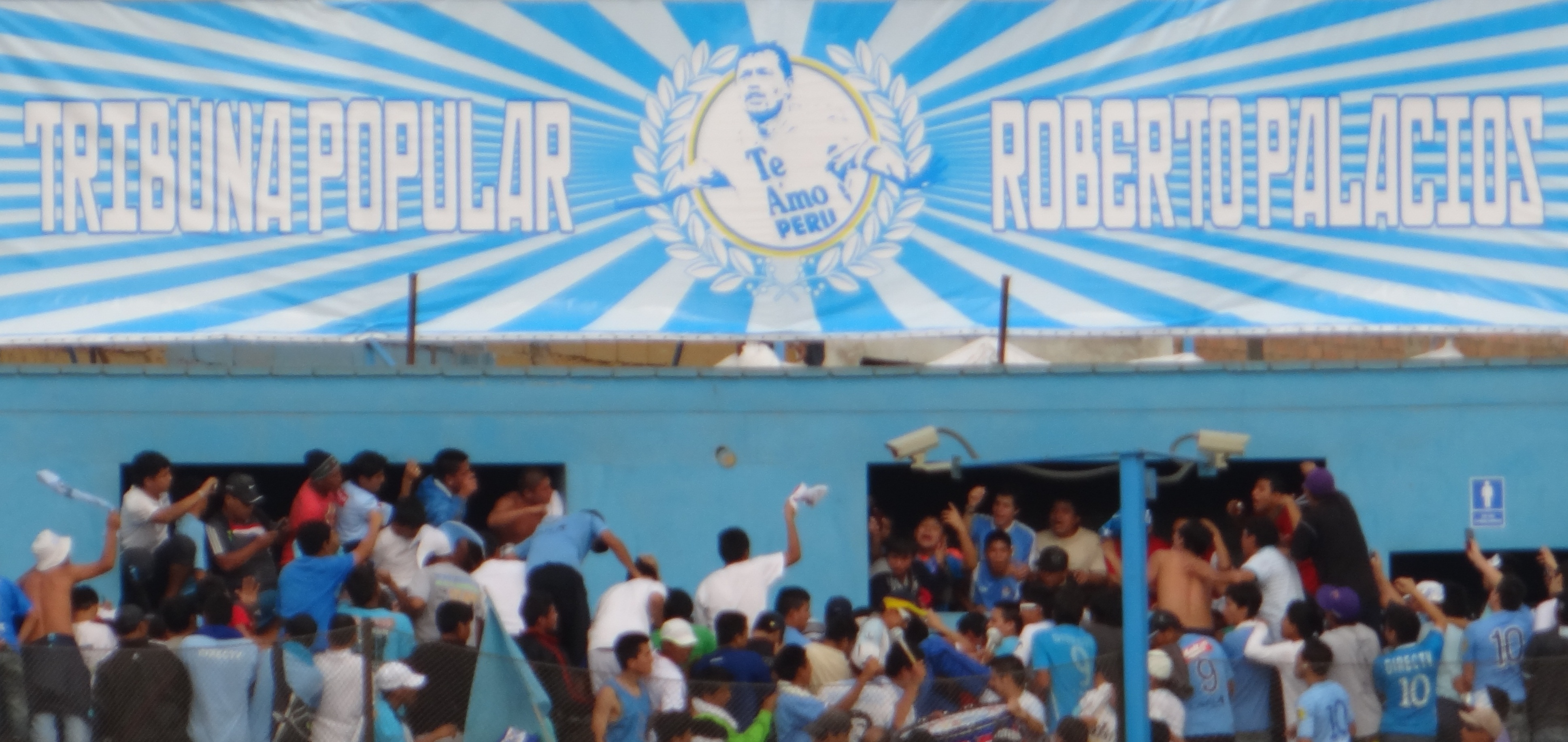